# Långsjön (Björklinge socken, Uppland)
Långsjön är en sjö i Uppsala kommun i Uppland och ingår i Norrströms huvudavrinningsområde. Sjön är 12,5 meter djup, har en yta på 2,46 kvadratkilometer och befinner sig 26 meter över havet. Sjön avvattnas av vattendraget Sävastabäcken. Vid provfiske har en stor mängd fiskarter fångats, bland annat abborre, braxen, gers och gädda.
Långsjön är drygt 4 km lång, och sträcker sig i nordsydlig riktning, strax öster om Björklinge samhälle. Vid dess norra ände ligger Sätuna säteri och vid dess södra ände ligger på någon kilometers avstånd Sandbro säteri.
Sjön är en källsjö och har ett utmärkt badvatten. Den största badplatsen är Sandviksbadet, med bl.a. camping.
Sjön sänktes av Casper Wrede år 1813 och avrinner genom Sävastabäcken till Vendelån i Fyrisåns vattensystem.

## Delavrinningsområde
Långsjön ingår i det delavrinningsområde (666113-159854) som SMHI kallar för Utloppet av Långsjön. Medelhöjden är 34 meter över havet och ytan är 30,38 kvadratkilometer. Det finns inga avrinningsområden uppströms utan avrinningsområdet är högsta punkten. Sävastabäcken som avvattnar avrinningsområdet har biflödesordning 3, vilket innebär att vattnet flödar genom totalt 3 vattendrag innan det når havet efter 131 kilometer. Avrinningsområdet består mestadels av skog (35 procent), öppen mark (12 procent) och jordbruk (37 procent). Avrinningsområdet har 2,44 kvadratkilometer vattenytor vilket ger det en sjöprocent på 8 procent. Bebyggelsen i området täcker en yta av 1,91 kvadratkilometer eller 6 procent av avrinningsområdet.

## Fisk
Vid provfiske har följande fisk fångats i sjön:
- Abborre
- Braxen
- Gärs
- Gädda
- Löja
- Mört
- Nissöga
- Sarv
- Storspigg
- Sutare